# 口承文芸 (アイヌ)
本記事ではアイヌの口承文芸（こうしょうぶんげい）について記述する。
近世以前にアイヌ語には文字が無かったためアイヌの文学は口承によって営まれてきた。その中でも物語性をもつジャンルは口承文芸と呼ばれる。口承文芸はアイヌ文学の代表例であり、一般にアイヌ文学と言う場合には口承文芸を指すことが多い。口承文芸は口演の形態や内容により、神謡・英雄叙事詩・散文説話の3つに分類されている。
アイヌの口承文芸が研究され始めたころ、文学は口承文芸から文字文学へ発展すると考えられていた。それゆえ、アイヌの口承文芸は低く見られる事もあったが、これは正しい理解ではない。アイヌの口承文芸は、長い歴史の中で独自の発展・変容を遂げたものでその内容は長大で雄大であり、長いものでは口演時間が数時間にもおよぶ。
なお、ユーカラという用語をもってアイヌの口承文芸全体を指す文献もあるが、正しい表現ではない。

## 特徴

### 一人称叙述
日本語を含む他言語の口承文芸は三人称で語られることが多いが、アイヌの口承文芸は一人称で語られると評されることがあり、特徴の一つとなっている。これはアイヌの口承文芸では叙述者が登場することが多く、叙述者を日本語に訳す場合に「私」「我」などの代名詞を充てられることが多いことに起因する。この表現スタイルは、有名な日本語の文芸作品では『吾輩は猫である』に似ている。
しかしアイヌ語の人称の表示は日本語と異なり、実際にはもっと複雑な様相を呈している。アイヌ語の人称表示は日本語のような代名詞ではなく、動詞あるいは名詞に人称接辞を付けて表現する。この表現は義務的なもので省略することができない。さらに人称表現には一人称・二人称・三人称のほかにもう一つの型式があり、不定人称あるいは四人称と呼ばれる。例えば自分の事を「私が捕る」と表現した時の「私が・捕る（アイヌ語: クコイキ）」は一人称だが、伝聞で「私が捕るとAが言った」の時の「私が・捕る（アイヌ語: アコイキ）」は四人称となる。二つの人称は日本語に訳すと共に「私」になるが、アイヌ語では一人称と四人称を使い分けて語られている。
英雄叙事詩や散文説話では、語り手（実際に語って聞かせる人物）とは別に叙述者（物語の中で話を語る「私」）が登場し、叙述者の視点で話が進行する。多くの物語では叙述者は主人公（物語の中心人物）であるが、話の流れのなかで主人公ではない人物に叙述者が移ることや、叙述者と共に主人公も変わることがある。このような物語は最後に「～と〇〇が語った」と四人称で締めくくられることが多く、田村すず子は「英雄叙事詩などは長大な引用文で成り立つ物語」と評している。
一方で神謡での叙述者は「（話し相手を含まない）私たち」を意味する一人称複数形で語られることが多く、叙述者と語り手は一体である。これについて明確な説明は出来ておらず、古来の神謡が「主人公（物語の中心）であるカムイが語り手に憑依して語る」という形式であったという説や、「カムイである語り手が、動物の姿となったカムイに向かって語る」という形式であったという説などがある。
また、まれな例ではあるが、散文説話のジャンルのひとつパナンペ譚では叙述者が存在せず、日本の現代文学と同様に三人称で語られる。

### 韻文
もう一つの特徴が、口承文芸は韻文が多いことである。とくに神謡や英雄叙事詩では、韻文は独特なメロディに乗せて語られ、それらにより独自の口演形態をもつことが特徴である。さらにそれらの韻文は、日本語に翻訳されると一編の詩のような体裁となることが多い。

## 分類

### 神謡
カムイが叙述者となって語る物語の総称。アイヌ語ではカムイユカㇻ（道南）、トゥイタㇰ（道南の一部）、メノコユカㇻ（道南の一部）、オイナ（道東北・樺太）、マッユカㇻ（道東）などと呼ばれる。特徴は、物語に固定の繰り返し句（サケヘ または サハ）があり、これを文章の冒頭・末尾に何度も挿入しながら語られる事である。サケヘは登場するカムイの鳴き声などとされるが、意味が解らないものも多い。物語はメロディに乗せて口演されるが、このメロディは語り手や物語によって異なる。

### 英雄叙事詩
超人的な英雄が叙述者となって身の上を語る物語の総称。アイヌ語ではユカㇻ（道南）、ヤイラㇷ゚（道南の一部）、サコㇿペ（道東北）、ハウキ（樺太）などと呼ばれる。語り手あるいは聞き手が木の棒（レㇷ゚ニ）で炉縁を叩いてリズムを取り、時に掛け声（ヘッチェ）を掛けて調子をとる。語り手はそれに合わせて同じメロディを繰り返して口演する。メロディは語り手一人ひとりに固有なもので、どの物語も同じメロディで口演する。

### 散文説話
上記2つとは異なり、リズムや韻文を持たず語られる物語の総称。アイヌ語ではウエペケㇾ（道南）、イソイタッキ（道南の一部）、トゥイタㇰ（道東北・樺太）などと呼ばれる。内容は非常にバラエティーに富んでおり、特に先祖の体験した歴史を語るジャンルは、ウパㇱクマ（道南）、イコペㇷ゚カ（道南の一部）、ウチャㇱコマ（道東北・樺太）などと呼ばれる。また日本の昔話に似ているパナンペ譚もこれに含まれる。